# 秦腔

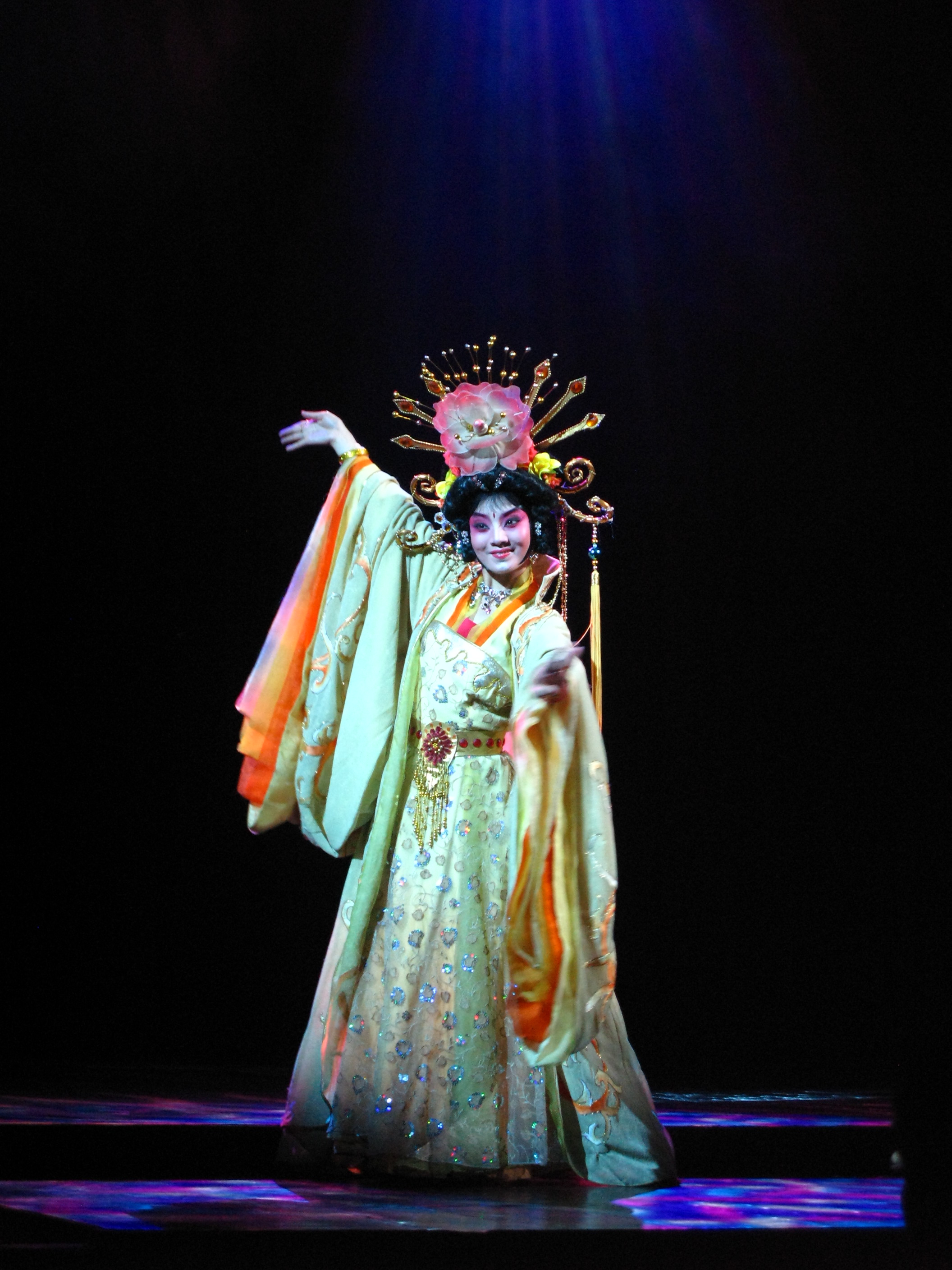
陕西易俗社正表演的秦腔剧目

秦腔發源於1807年的清代陝西，是漢語中原官話關中話的戏曲曲种。秦腔特色是以枣木梆子为击节乐器，所以又叫“梆子腔”，俗称“桄桄子”（象梆子聲）和乱弹，而梆子腔屬所謂四大声腔。陝西歷史上有兩種完全不同的戲曲先後被冠稱「秦腔」，歷史更悠久的那一種在後來易名「汉调二簧」，汉调二簧與本條目的秦腔毫無關係。1966年無產階級文化大革命時，全國的戲曲社廣受批鬥，秦腔大受打擊，如今殘存於陕西、甘肃、青海、宁夏、新疆的老年人口。

## 历史

### 年代考證
目前對秦腔的斷代的共識，源自程砚秋在1950年代實地訪談秦腔藝人而得出的結論。程砚秋寫道：「1780年前的秦腔，和1807年后的秦腔，虽然都是叫秦腔，但是并非一种秦腔，也就是说，有两种戏剧，前后都曾盛行于西北，于是都被称作秦腔。」棗文壽基於程砚秋的證據，進一步指出“後秦腔即现今流行西北地区的梆子秦腔；而前秦腔则被当地称作汉调二黄、土二黄”。另外，有些學者昩於把幾種不同的陝西戲曲都當作是一種秦腔，而得出秦腔源自秦朝的謬論，此說的代表人是1949年王绍猷《秦腔记闻》：「秦腔形成于秦，精进于汉，昌明于唐，完整于元，成熟于明，广播于清」。

### 發展史
清康熙年间，陕西泾阳人张鼎望写出《秦腔论》，此时的秦腔早已发展成熟。到乾隆年间，魏长生进京演出秦腔，轰动京师，直接影响各地梆子声腔的形成。1912年中華民國北京政府成立，易俗社亦成立於西安，专演秦腔，锐意改革，推出众多新剧，并吸收京剧等剧种的方法，唱腔从高亢激昂而趋于柔和清丽。1966年無產階級文化大革命時，全國的戲曲社廣受批鬥，秦腔大受打擊，如今殘存於陕西、甘肃、青海、宁夏、新疆的老年人口。

## 標準語
秦腔标准語在清代確立為關中話，以西安府北郊泾阳县、三原县、高陵县為準，稱「涇三高」。2015年出版的《三原方言》是秦腔的正音工具書，由語言學家孙立新、三原县教育局局长李德林（1946年三原出生）合著。由于秦腔的年輕觀眾日益減少，2004年以來有提倡改以普通話的聲母韻母，但以關中話的聲調發音，也就是所謂的陝西腔普通話；但年輕觀眾沒有增加，老觀眾又不喜。

## 特点
秦腔唱腔分欢音、苦音两种，前者表现欢快、喜悦情绪，后者抒发悲愤、凄凉情感。板式有慢板、二六、代板、起板、尖板、滚板及花腔，其中拖腔尤富特色。主奏乐器为板胡，发音尖细而清脆。秦腔的表演朴实、粗犷、豪放，富有夸张性，“唱戏吼起来”被誉为关中八大怪之一。角色行当分为四生（老生、须生、小生、幼生）、六旦（老旦、正旦、小旦、花旦、武旦、媒旦）、二净（大净、毛净）、一丑，计十三门，又称“十三头网子”。

## 著名演员
- 秦腔当代四大名旦(商业评选)
  - 李梅
  - 李娟
  - 齐爱云
  - 柳萍
- 秦腔当代四小名旦 (商业评选)
  - 李君梅
  - 袁丫丫
  - 刘颖
  - 梁少琴
- 魏长生
- 王湘云
- 陈媄碧
- 申祥麟
- 戴春荣
- 栾小惠
- 桃琐儿
- 岳色子
- 润润子
- 玉喜儿
- 陈雨农
- 赵杰民
- 李云亭
- 刘立杰
- 王文鹏
- 马平民
- 苏哲民
- 苏育民
- 刘箴俗
- 王天民
- 李正敏
- 田德年
- 何家颜
- 党甘亭
- 刘毓中
- 李逸笙
- 王玉琴

## 经典剧目
被記錄過的秦腔剧目超过10000本，居中国300多剧种之首，但因时代久远，佚散颇多。据现在统计约3000至4000部，完整剧目不过2000多部，多取材于“列国”、“三国”、“杨家将”、“说岳”等英雄传奇或悲剧故事，也有神话、民间故事和各种公案以及描写中国革命时期的现代戏。
- 赵氏孤儿
- 杨门女将
- 洪湖赤卫队
- 三滴血
- 五典坡
- 一字狱
- 郑瑛娇
- 周仁回府

## 经典电影剧目
- 三滴血
- 北斗
- 千古一帝
- 火焰驹
- 铡美案
- 十五贯